# ベルギーの鉄道
ベルギーには広範な鉄道路線網が存在する。最初の路線は、1835年5月5日に、ブリュッセル＝アレ・ヴェルト駅 (Gare de Bruxelles-Allée verte) とメヘレンの間に開業した。これは欧州大陸において、公的機関によって運営される最初の鉄道であった。

## 施設
2003年の時点で、鉄道網の総延長は3518kmであり、全て標準軌、うち、2621kmが電化されている。
ベルギーの電化路線のほとんどは、直流3000V架空電車線方式が採用されている。ベルギーから隣国に通ずる4つの高速鉄道路線、フランスへ通ずるLGV 1、ドイツ方面へ通ずるLGV 2、3、オランダへ通ずるLGV 4が交流25kVで電化されており、ルクセンブルクへ通ずる3つの在来線のうちの2つ、リバージュ - ルクセンブルク国境線と、 Athus-Meuseと呼ばれる、ディナン近くのAnseremmeからAthusの南にあるルクセンブルク国境とフランス国境を結ぶ、165/166号線もまた同様である。
また、ドイツ方面へ向かう在来線(24号線と39号線)は、ベルギー領内のMoresnet高架橋からアーヘンまでの間に交流15kVへの切替があり、直流3kVで電化されている。
オランダ方面へは、20号線と12号線が全線が"écluses électriques"（電気の閘門）と呼ばれ、直流1.5kVで電化された、調整区域となっている。
フランス方面へは、モンス近くのQuévyと、シャルルロワ近くのErquelinnes-Jeumontに切替駅がある一方で、トゥルネー近郊のFroyennes駅近くとMouscron駅近く（当駅の切替可能な1本の行き止まり線は廃止された）では、路線上で切替が行われている。
ベルギーでは、列車はフランス同様に左側を走行し、欧州大陸全体で右側を走行する道路車両とは異なる。国境を越える24号線（Montzenとアーヘンを結ぶ）のみは、立体交差（かつては、Glonsに存在していた。）を避けるために、ドイツ同様に右側通行で運行されている。

## 政策
ベルギー市民、特に若者（26歳未満）と高齢者には、道路混雑を解消するために通勤に対して適用されるのと同様に、社会的理由により価格面でのインセンティブが付与されている。もし、この価格が80%の場合、ベルギー政府はベルギー国鉄への補助金に上乗せして、残りの20%を補填する。2004年より全ての駅構内と列車内で禁煙となっている。

## 歴史
1830年の独立後すぐに、鉄道か運河かの選択が生じた。当時、水路には大きな欠点が存在していた。主要河川は海へと繋がる前にオランダを横断しており、オランダは独立までベルギーを支配していたからである。鉄道の実現可能性は技師のPierre SimonsとGustave De Ridderによって研究された。最初の機関車は、イギリスから輸入され、スティーブンソンによって設計されたものであった。これらの機関車はそれぞれ、Pijl（矢印）, Olifant（象）、そして設計者に因んでStephensonと命名された。これらの機関車は座席車と乗り合い馬車 (fr:Diligence) を牽引した。メヘレンからの帰路、Olifantは30両まで牽引した。1840年から、ヘント、ブリュージュ、オステンド、アントウェルペン、メヘレン、ブリュッセル、ルーヴェンへと通じた。リエージュ、モンス、コルトレイクを結ぶ路線は部分的に完成していた。南北、東西の主要な軸がほぼ完成した1843年には、民間企業が独自の鉄道システムを構築し、運営することが認められた。これらの鉄道は、国家の工業化に重要な役割を果たした。
1842年、アン丘陵勾配 (Plan incliné de la côte d'Ans) の鉄道が開業し、ブリュッセルとリエージュが結ばれた。
1843年、ヨーロッパ初の国際鉄道路線としてリエージュ - ケルン間が開業した。
1870年、ベルギー政府は863kmの路線を保有し、民間企業は2231kmを運営していた。1870年から1882年にかけて、徐々に鉄道の国有化が行われた。1912年の時点では、786kmが国有財産であるのに対し、2570kmが民営路線であった。完全国有化が検討されたが、その実行は1926年のベルギー国鉄SNCBの創設をまたねばならなかった。1958年には、路線網は全て国有財産となった。1935年5月5日、ベルギー国鉄は、ブリュッセル北駅とアントウェルペン中央駅を結ぶ44kmを手始めに、電化を開始した。

## 高速列車
高速列車が周辺国とベルギーの間で運行されている。
- TGVおよびユーロスター : ブリュッセル南駅発着。フランス各地およびロンドンと連絡。
- タリス : ブリュッセル南駅、アントウェルペン中央駅、リエージュ＝ギユマン駅に停車。パリ、アムステルダム、ケルンなどと連絡。他にガン、ブリュージュ、オステンドを結ぶ便と、モンス、シャルルロワ、ナミュールを結ぶ便がそれぞれ1日1往復運行されている。
- ICE : ブリュッセル南駅、リエージュ＝ギユマン駅に停車。フランクフルト・アム・マインと連絡。ドイツ鉄道はロンドン延長を望んでいる。

ベルギー国内には4本の高速鉄道路線があるが、国内相互の移動に用いることができるのはLGV2号線によるブリュッセル - リエージュ間のみである。

## 国内列車及び国際列車
1984年のIC-IR計画以来、ベルギー国鉄による路線網の運行はパターンダイヤを基本としている。定期列車は1～4時間ごとに走り、毎時同分に路線上のそれぞれの駅に停車する。首都と主要都市との連絡は、平日に30分間隔のサービスや、ラッシュ時間帯の増便なども行われている。
また、週末や祝日よりも平日の方が多くの列車が運行される。学校休業中には一部の列車が運行されない一方で、他の列車が設定されていることもある。
時刻は通常、6月と12月の年2回改正される。

### 列車種別
- IC（Intercity、インターシティ） : 長距離の最も一般的な列車であり、時間ごとに運行される。
- L（locaux (普通列車） ：主要幹線と二級路線の全ての駅に停車する列車。近年、需要が低い場合には、2時間～4時間に1本のみの運行の場合もある。
- IR (InterRegio、インターレギオ) : 半直行の形の列車や、ICとLの中間の形態をとる列車。長距離の二級路線、例えばリエージュとルクセンブルク市を結ぶ路線を走る列車もある。
- IC+（停車駅削減型インターシティ） : 高頻度で運行されている長距離路線において、主要都市以外を通過することにより、所要時間を改善した列車。停車駅数を限定していた国際列車がほぼ消滅した後に出現した。
- P（heures de Pointe、ピーク時間） : 通勤需要の増加に対応し、パターンダイヤに従わない列車。平日に大都市に向かって運行され、中間の細かな駅をカバーする。たとえば2007年ダイヤにおいて、Gouvyとブリュッセルを結ぶ427列車は、Gouvyとリエージュ/アンスの間の各駅に停車し、ルーヴェンまで直行、そこから再びブリュッセル南駅までの各駅に停車した。
- CR（CityRail） : ブリュッセルにおいて将来運行されるRERを予め示すため、SNCBが用いている名称。このRERによって頻度が増加すると予想される、かつての平日の普通列車である。
- ICT（Touristique、観光列車） : これらの列車は、北部の海や、カヤックの行われるアルデンヌの川、あるいは遊園地などのベルギーの主要観光スポットへと向かうルートをカバーしている。
- EXT（extraordinaires、特別列車） : この種別は、団体列車や歴史的な臨時列車に掲示される。
- Train de service（事業用列車） : ブリュッセルとモンスにおいては、SNCB職員用の列車が残っており、車庫や信号所などの鉄道施設に向けて運行されている。

#### 国際列車
高速列車に加えて、以下の国際列車が残っている：
- IC B ブリュッセル - アムステルダム
- IC M ブリュッセル - ルクセンブルク
- IC C アントワープ - リール / オステンド - リール
- IC D Liers - リエージュ - リール
- IR q リエージュ - アーヘン
- IR m Liers - リエージュ - ルクセンブルク
- L ハッセルト - リエージュ - マーストリヒト（週末はリエージュ - マーストリヒト間）
- L アントワープ - Roosendaal
- L シャルルロワ - Jeumont（平日のみ）
- L Virton - Rodingen / Rodingen - Athus - Arlon（平日のみ）

加えて、IC Mと同様にブリュッセルとルクセンブルクを結び、さらにストラスブール、スイス(クール / バーゼル)まで運行するユーロシティが存在する。
2006年終わりから2008年終わりまでの短期間、モンスの南方、Quévyへ向かうIR jが、Aulnoye-Aymeries, Hautmont, Maubeugeへ向かうフランス国鉄の列車に接続していた。

## 地下鉄と路面電車
- 普通鉄道の地下鉄（メトロ）が存在する都市
  - ブリュッセル (STIB)

- 路面電車またはライトレール（地下区間を含む）が存在する都市
  - アントウェルペン (De Lijn)
  - ブリュッセル (STIB)
  - シャルルロワ (TEC)
  - ヘント (De Lijn).

アントウェルペン、シャルルロワとその近郊では、普通鉄道による地下鉄建設を考慮してインフラを建設し、暫定的に路面電車に用いられている。しかし財政難により地下鉄化は現在議論されていない。
また、ベルギー沿岸軌道が、ベルギーの沿岸部をデ・パンネからクノック＝ヘイストまで結んでいる。